# آلتونا ۸۵۰
سیارک ۸۵۰ (به انگلیسی: 850 Altona، نامگذاری:1916S24) هشتصد و پنجاهمین سیارک کشف شده‌است که در ۲۷ مارس ۱۹۱۶ و در رصدخانه سایمیز کشف شد.
قدر مطلق سیارک برابر ۹٫۶۰ است.